# Elvira Poßekel
Elvira Poßekel écrit parfois Possekel (née le 11 avril 1953 à Cologne) est une athlète allemande spécialiste du sprint court. Licenciée au Bayer Leverkusen, elle mesure 1,60 m pour
un poids avoisinant les 49 kg.

## Carrière

### Palmarès
| Date | Compétition                    | Lieu       | Résultat | Épreuve   | Performance |
| ---- | ------------------------------ | ---------- | -------- | --------- | ----------- |
| 1976 | Championnats d'Europe en salle | Munich     | 3e       | 60 m      | 7 s 28      |
| 1976 | Jeux olympiques d'été          | Montréal   | 2e       | 4 × 100 m | 42 s 59     |
| 1977 | Coupe du monde des nations     | Düsseldorf | 1re      | 4 × 100 m | 42 s 51     |

### Records
| Épreuve    | Performance | Lieu | Date |
| ---------- | ----------- | ---- | ---- |
| 100 mètres | 11 s 42     | —    | 1976 |